# Shiogama (Miyagi)
Shiogama (塩竈市 Shiogama-shi?) es una ciudad localizada en la prefectura de Miyagi, Japón. En octubre de 2018 tenía una población de 53.109 habitantes y una densidad de población de 3.058 personas por km². Su área total es de 17,37 km².

## Geografía

### Municipios circundantes
- Prefectura de Miyagi
  - Tagajō
  - Rifu
  - Shichigahama

## Demografía
Según datos del censo japonés, la población de Shiogama ha disminuido en los últimos años.
| Año del censo | Población |
| ------------- | --------- |
| 1995          | 63.566    |
| 2000          | 61.547    |
| 2005          | 59.357    |
| 2010          | 56.490    |
| 2015          | 54.187    |